# Міднянська волость
Міднянська волость — адміністративно-територіальна одиниця Берестейського повіту Гродненської губернії Російської імперії. Волосний центр — село Мідна.
На 1885 р. у волості налічувалось 16 сіл (об'єднаних у 8 громад), 406 дворів, 2 148 чоловіків і 2 113 жінок, 25 091 десятина землі (6 024 десятини орної).
За Берестейським миром, підписаним 9 лютого 1918 року територія волості ввійшла до складу Української Народної Республіки.

## У складі Польщі
Після окупації в лютому 1919 р. поляками Полісся волость назвали ґміна Мєдна, входила до Берестейського повіту Поліського воєводства Польської республіки. Центром ґміни було село Мідна.
За переписом 1921 року в 38 поселеннях ґміни налічувалось 799 будинків і 4524 мешканці (269 римокатоликів, 4164 православні, 45 євангелістів і 46 юдеїв).
Волость (ґміна) ліквідована 15 січня 1940 року через утворення мережі районів.